# جاك بريغز
جاك بريغز (8 أبريل 1916 في المملكة المتحدة - 1 يونيو 1984 في المملكة المتحدة) (بالإنجليزية: Jack Briggs)‏ هو لاعب كريكت بريطاني وبريطاني (وحمل سابقاً جنسية المملكة المتحدة لبريطانيا العظمى وأيرلندا). لعب مع نادي مقاطعة لانكشر للكريكت ‏ وCheshire County Cricket Club ‏.

## وصلات خارجية
- جاك بريغز على موقع إي آس بي آن كريك إنفو (الإنجليزية)